# Bezymianny
Pour les articles homonymes, voir Volcan sans nom.
Le Bezymianny, en cyrillique Безымянный, terme russe qui signifie littéralement « sans nom » en français, est un volcan de Russie situé dans la péninsule du Kamtchatka. Il est voisin des volcans Kamen, Ouchkovski et Klioutchevskoï situés immédiatement au nord et du Tolbatchik situé au sud. Alors considéré comme éteint, le volcan entame une nouvelle phase éruptive en 1955 lorsqu'il entre dans une violente éruption qui sera suivie par des dizaines d'autres.

## Toponymie
Bezymianny, en cyrillique Безымянный, est un terme russe qui signifie littéralement « sans nom »,. Il est nommé ainsi car il était considéré comme éteint avant sa première éruption observée par les Européens en 1955.

## Géographie
Le Bezymianny est situé dans l'Extrême-Orient russe, dans le centre de la péninsule du Kamtchatka et du kraï de même nom. Il fait partie d'un groupe de volcans composés du Kamen, Ushkovsky et Klioutchevskoï au nord ainsi que Zimina, Udina et Tolbatchik au sud. Ces volcans sont tous inclus dans la ceinture de feu du Pacifique et sont alimentés par un magma provenant de la subduction de la plaque pacifique sous la plaque d'Okhotsk.
Bien que moins élevé de près de 2 000 mètres que ses voisins ce qui le fait paraître peu élevé, le Bezymianny culmine à 2 869 mètres d'altitude. Son sommet est constitué par un dôme de lave formé dans une caldeira en fer à cheval ouverte vers le sud-est et mesurant 1,3 kilomètre de largeur pour 2,8 kilomètres de longueur et 700 mètres de profondeur. D'autres dômes de lave sont présents sur les flancs sud et sud-ouest du volcan ; ils ont émis des coulées de lave qui comportent des dépôts pyroclastiques non cimentés à leurs extrémités[réf. nécessaire].
Le volcan est principalement composé d'andésite calcaline comportant un taux moyen de potassium. Ces andésites sont généralement riches en augite et/ou en hornblende. Il a aussi émis de l'andésite basaltique et un peu de dacite.

## Histoire

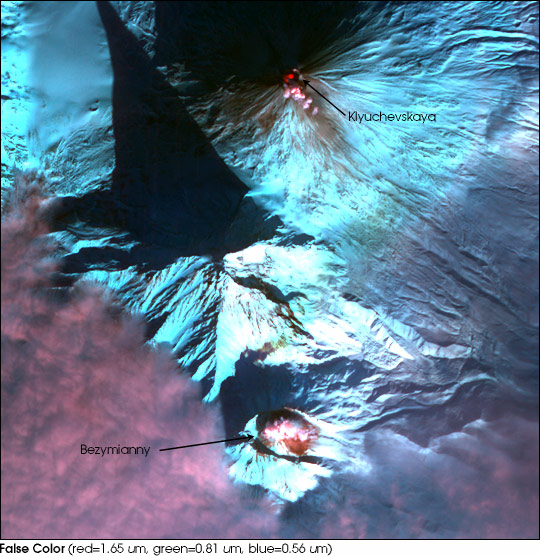
Image satellite en fausses couleurs du Klioutchevskoï en éruption (en haut), du Kamen (au centre) et du Bezymianny en éruption (en bas) en janvier 2004.

Le Bezymianny a commencé à se former il y a 4 700 ans,, sur les restes de deux anciens volcans édifiés à la fin du Pléistocène et entre 9 000 et 5 000 ans. Leurs dépôts pyroclastiques et les cendres présents dans les environs ont permis la datation de ces épisodes volcaniques grâce à la méthode du carbone 14.
Après une première période éruptive caractérisée par l'émission de laves andésitiques et andésitiques basaltiques qui édifient un stratovolcan, le Bezymianny entre dans une période de repos de 2 000 ans puis connait de nouvelles éruptions entre 1550 et 1350 av. J.-C.. La datation de ses projections et cendres volcaniques par téphrochronologie et leur comparaison avec celles des volcans Chiveloutch, Ksoudach et Khangar permettent d'identifier trois autres périodes éruptives entrecoupées de périodes d'accalmie, :
- la phase B1 s'est produite entre 540 av. J.-C. et 250[7]. Elle est caractérisée par une forte activité explosive avec l'émission de basalte et de basalte andésitique[5].
- la phase B2 entre 600 et 950 voit l'activité volcanique s'accroître avec la formation de dômes de lave qui produisent des coulées de lave et des nuées ardentes[7],[5]. À la fin de cette période, le Bezymianny culmine à 3 100 mètres d'altitude[9] et comporte un cratère sommital de 500 mètres de diamètre[5].
- la phase B3 met un terme à une période de 1 000 ans de repos avec le réveil du volcan le 22 octobre 1955[7] à 6 h 30[5]. Jusqu'à cette date, le Bezymianny était considéré comme éteint et les Russes n'avaient pas ressenti le besoin de lui attribuer un toponyme[9],[2],[8],[5]. Ce réveil du volcan est précédé par un épisode sismique débuté le 29 septembre et composé de plus de 1 000 séismes[5]. L'éruption commence par une explosion qui produit un panache volcanique qui s'élève à huit kilomètres d'altitude[5]. Les cendres volcaniques de granulométrie fine à moyenne[3] retombent sur un rayon de soixante kilomètres[5]. Néanmoins, l'émission de roche volcanique ne suffit pas à faire baisser la pression dans la chambre magmatique qui fait gonfler le volcan, notamment son flanc sud-est[10],[3], au point de faire gagner cent mètres d'altitude à l'un des dômes de lave latéral[réf. nécessaire]. Le 30 mars 1956[8] à 17 h 11[5], une violente éruption latérale, de même type que celle qui se produira sur le mont Saint Helens en 1980 aux États-Unis[6],[2],[8], pulvérise le flanc sud-est du volcan en créant la caldeira actuelle[2] et en abaissant l'altitude de la montagne de près de 220 mètres[9],[5]. Le panache volcanique contenant 0,5 km3 de cendres et de téphras s'élève à près de quarante kilomètres d'altitude[8],[5]. Le souffle de l'explosion détruit 500 km2 de végétation[8],[5], couchant les arbres à une distance de près de vingt-cinq kilomètres[3] et brûlant leur écorce jusqu'à trente kilomètres[réf. nécessaire]. Les nuées ardentes, engendrées par la retombée partielle du panache volcanique sous son propre poids, parcourent plusieurs kilomètres comme le long de la rivière Sukhaya Khapista sur 18 kilomètres[5]. Les dépôts de ces nuées ardentes provoquent par la suite des lahars[10],[7]. Au total, un volume de 2,8 milliards de mètres cubes de téphras sont émis au cours de cette éruption d'indice d'explosivité volcanique de 5[7]. La région étant inhabitée, l'explosion ne fait aucune victime[7],[8]. L'éruption se termine le 1er mars 1957 mais elle est suivie par 50 autres éruptions dont celle commencée le 17 décembre 2009 et qui se poursuit à la fin 2010[7]. Ces éruptions se traduisent généralement par la croissance d'un dôme de lave andésitique à augite très pâteuse à activité fumerollienne[réf. nécessaire] qui est parfois détruit par des explosions plus ou moins puissantes accompagnées de nuées ardentes[7],[2],[8].